# Laidleria
Laidleria és un gènere de temnospòndil acuirassat que va viure al Triàsic inferior en el que avui en dia és Sud-àfrica.